# Aegialia mcclevei
Aegialia mcclevei är en skalbaggsart som beskrevs av Gordon 1990. Aegialia mcclevei ingår i släktet Aegialia och familjen Aegialiidae. Inga underarter finns listade i Catalogue of Life.